# Бернадот
Бернадот е управляващата династия в Кралство Швеция (1818 – наши дни) и Норвегия (1818 – 1907). Основател на династията е Наполеоновия маршал Жан Батист Бернадот.

## История

### Основаване на династията
Корените на династията са френски и са свързани с кариерата на един от Наполеоновите военачалници Жан Батист Бернадот (1763 – 1844). Роден в буржоазно семейство в град По (Южна Франция), той постъпва във френската кралска армия, а по време на революцията взема участие в сраженията срещу войските на Европейската коалиция и е издигнат в генералски чин (1794). Спечелил си славата на бойното поле, през 1797 г. Жан Батист е изпратен от правителството на Директорията в Италия, за да подпомогне действията на генерал Бонапарт. Връзките му със семейството на Наполеон са заздравени чрез брака му с Дезире Клари, за чиято сестра е женен Жозеф Бонапарт, бъдещ крал на Испания. След короноването на Наполеон I Бонапарт за император на Франция Жан Батист Бернадот получава маршалско звание (1804) и оглавява френската власт в Хановер. Забележително е участието му в битката при Аустерлиц (1805) и войната с Прусия (1806 – 1807). През 1806 г. е провъзгласен за принц на Понтекорво, а година по-късно е назначен за губернатор на северогерманските ханзейски градове. Сред задълженията му е и ръководството на бойните действия срещу шведите, които прекратява след свалянето от престола на техния крал Густав IV Адолф Холщайн-Готорп (1809). Причина за неговото сваляне е загубата на Финландия, която е нейно владение от векове.
През 1810 г. новият шведски крал Карл XIII Холщайн-Готорп го определя за престолонаследник и макар Наполеон I да дава съгласието си, отношенията му с Жан Батист се влошават. Престолонаследникът фактически оглавява шведското управление вместо Карл XIII и поради тежките последици за страната от Континенталната блокада се ориентира към съглашение с Русия. През 1813 г. ръководи шведските войски в сраженията на Европейската коалиция срещу Наполеон I и участието му в битката при Лайпциг допринася за разгрома на французите. Датчаните, победени съюзници на Франция, отстъпват Норвегия на шведската корона (1814). След смъртта на Карл XIII Жан Батист Бернадот е коронова за крал Швеция под името Карл XIV Юхан (5.2.1818 – 8.3.1844) и за крал на Норвегия Карл III (5.2.1818 – 8.3.1844). До края на живота си той управлява мъдро, полагайки усилия за икономическия и културния напредък на Швеция. Либерален монарх, той утвърждава отделни конституции за Швеция и за Норвегия, което допълнителна увеличава симпатиите на поданиците му.

### Управление на Оскар I, Карл XV и Оскар II
Крал Карл XIV Юхан е наследен от сина си Оскар I (1844 – 1859), който ликвидира остатъците от абсолютизма в страната и укрепва парламентарната система. Привърженик е на идеята за уния на скандинавските страни, с която да засили влиянието им в Европа. В края на живота си получава ментално заболяване и за регент е определен първородният му син Карл. Майка на престолонаследника е Жозефин, дъщеря на Йожен дьо Боарне и внучка на първата Наполеонова съпруга. Оскар I е баща на: Карл XV; Оскар II; Август (1831 – 1873), женен за Тереза, дъщеря на принц Едуард фон Саксен-Алтенбург. След смъртта на Оскар I синът му Карл XV (1859 – 1872) получава короната. През 1864 г. той реформира Парламента, като въвежда двукамарна система и подписва новата конституция на Швеция. От съпругата си Луиза Насау, има дъщеря, Ловиса, омъжена за датския крал Фредерик VIII Глюксбург. Няма синове, затова след смъртта му на престола се възкачва по-малкият му брат Оскар II (1872 – 1907). По негово време е сложен край на унията между Швеция и Норвегия, която през 1905 г. се отделя като самостоятелно кралство начело с датския принц Карл Датски Глюксбург, който приема името Хокон VII. Последният е внук на шведския крал Карл XV и праправнук на Карл XIV Юхан. Крал Оскар II е женен за принцеса София, дъщеря на Вилхелм I Насау. От нея има трима сина: Густав V, Оскар (1859 – 1953) и Карл (1861 – 1951), който сключва брак с Ингеборг, дъщеря на датския крал Фредерик VIII Глюксбург и е баща на четири деца: Маргарита (1899 – 1977), съпруга на датския принц Аксел Глюксбург; Марта, омъжена за бъдещия норвежки крал Олав V Глюксбург; Астрид, белгийска кралица чрез брака си с Леополд III Сакс-Кобург-Гота; Карл (1911 – 2003). Синът на принц Оскар, граф Фолке Бернадот (1895 – 1948) е женен за Ебба, дъщеря на Карл Мунск, е известен дипломат и участник в дейността на Червения кръст. През 1948 г. ООН го определя за посредник в конфликта между арабите е евреите в Палестина. Загива в Йерусалим, убит от израелски терорист. Принц Оскар е баща и на още четири деца: Мария-София (1889 – 1974); Карл-Оскар (1890 – 1977), граф Бернадот; Ебба-София (1892 – 1936), съпруга на Карл-Флитвуд; Елза-Виктория (1893 – 1996), омъжена за Карл Геберхен.

### Управление на Густав V
Оскар II е наследен на престола от първородния си син Густав V (1907 – 1950). Новият крал се придържа към конституционните си правомощия и използва авторитета си, за да не допусне участието на Швеция в двете световни войни. От съпругата си Виктория, дъщеря на великия херцог Фридрих I фон Баден той има двама синове: Густав VI Адолф и Вилхелм. Вилхелм (1884 – 1965) сключва брак с Мария, дъщеря на великия княз Павел Александрович Романов. Синът им, граф Ленарт Бернадот (1909 – 2004), сключва два брака: с Карин Нифсанд и със Соня Хаутц. Последните години от живота си прекарва в Германия. Има двама синове: Ян (1941 – 2021) и Бьорн (р. 1975).

### Управление на Густав VI Адолф и Карл XVI Густав
Наследник на шведската корона след смъртта на Густав V е първородният му син Густав VI Адолф (1950 – 1973). Учен, занимаващ се с археология, кралят е много популярен в своята страна и това проваля проектите на социалдемократите за установяване на република в Швеция. Има два брака: с Маргарита, дъщеря на принц Артър Сакс-Кобург-Гота (Уиндзър) и внучка на английската кралица Виктория, и с Луиза Маунтбатън, дъщеря на Лудвиг Александър фон Батенберг, маркиз Милфорд Хейвън (Хесен). Кралят има една дъщеря, Ингрид (1910 – 2000), омъжена за датския монарх Фредерик IX, както и четирима синове: Густав-Адолф (1906 – 1947), Бертил (1912 – 1997), Сигвард (1907 – 2002) и Карл-Юхан (1916 – 2012). Последните двама се отказват от права върху престола, след като сключват морганатични бракове и носят титлата „графове Висборг“. Съпругата на принц Бертил, Лилиан Дейвис, също не е от благородническо потекло. Престолонаследникът Густав-Адолф загива в самолетна катастрофа през 1947 г. от брака си с принцеса Сибила, дъщеря на принц Чарлз-Леополд от английския клон на рода Сакс-Кобург-Гота, той има три деца: Биргита (р. 1937), съпруга на Йохан-Георг фон Хохенцолерн; Кристина (р. 1943), омъжена за Торд Магнусон и син, който през 1973 г. наследява своя дядо като крал на Швеция под името Карл XVI Густав. Монархът се жени за германката Силвия Зомерлат, която ражда три деца: Виктория (р. 1977), Карл-Филип (р. 1979) и Мадлен (р. 1982). През 1974 г. е приета нова конституция на страната, според която кралските задължения са превърнати в чисто представителни. Друг закон постановява короната да преминава у първородното дете на краля, независимо от пола му, затова принцеса Виктория днес е престоланаследница на Швеция.

## Крале на Швеция
- 5.2.1818 – 8.3.1844: Карл XIV Юхан (26.1.1763 – 8.3.1844)
- 8.3.1844 – 8.7.1859: Оскар I (4.7.1799 – 8.7.1859)
- 8.7.1859 – 18.9.1872: Карл XV (3.5.1826 – 18.9.1872)
- 18.9.1872 – 8.12.1907: Оскар II (21.1.1829 – 8.12.1907)
- 8.12.1907 – 29.10.1950: Густав V (16.6.1858 – 29.10.1950)
- 29.10.1950 – 15.9.1973: Густав VI Адолф (11.11.1882 – 15.9.1973)
- от 15.9.1973: Карл XVI Густав (р. 30.4.1946)

## Крале на Норвегия
- 5.2.1818 – 8.3.1844: Карл III (26.1.1763 – 8.3.1844)
- 8.3.1844 – 8.7.1859: Оскар I (4.7.1799 – 8.7.1859)
- 8.7.1859 – 18.9.1872: Карл IV (3.5.1826 – 18.9.1872)
- 18.9.1872 – 13.8.1905: Оскар II (21.1.1829 – 8.12.1907)